# Nephrurus
Nephrurus, del griego clasico νεφρός (nephrós), "riñon", y οὐρά (ourá), "cola", es un género de gecos de la familia Carphodactylidae. Es endémico de Australia. Se distinguen fácilmente por su cuerpo corto, cabeza grande, patas pequeñas y cortas, la cola en forma de zanahoria que con frecuencia termina en un pequeño botón.

## Especies

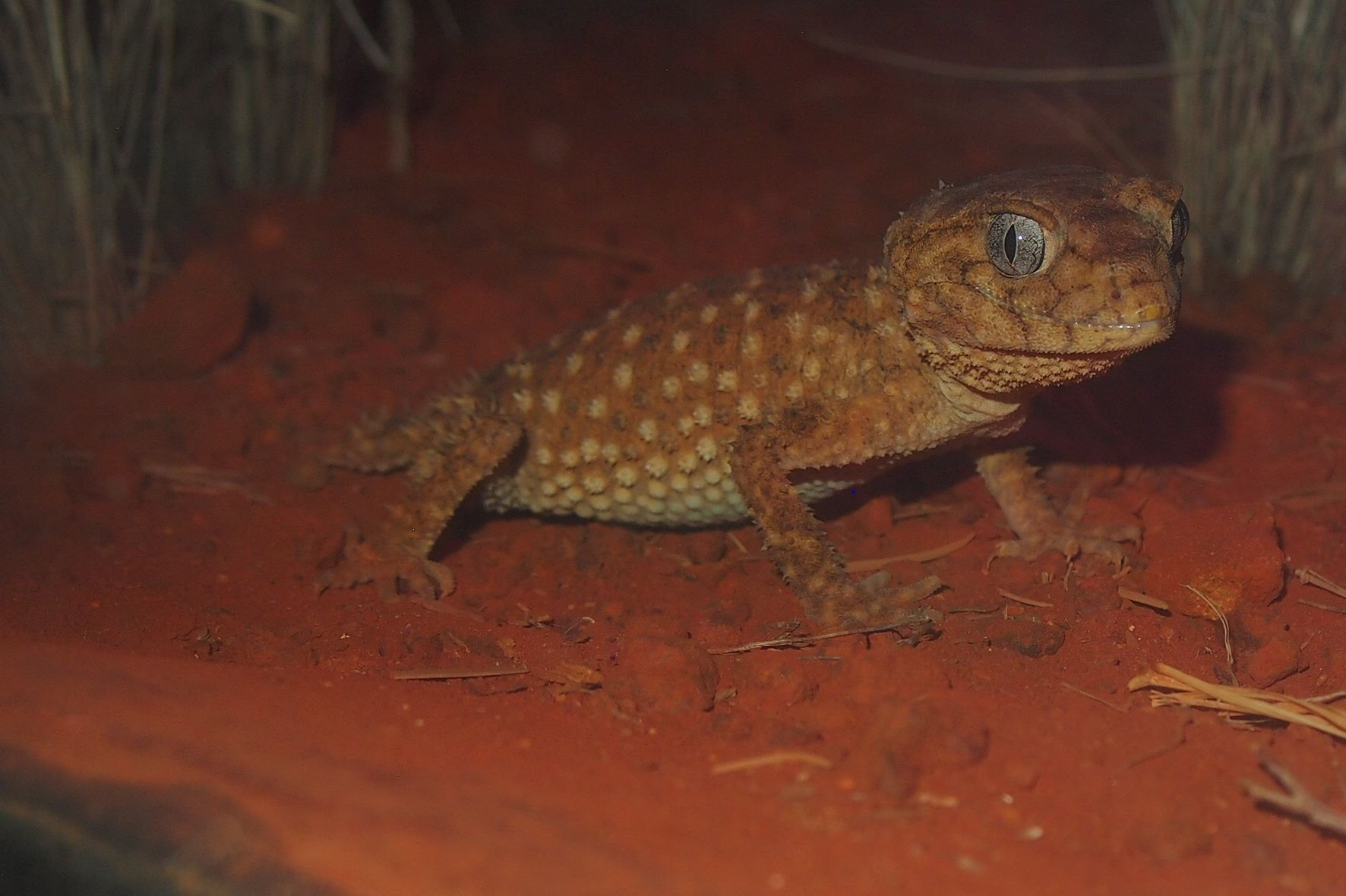
Nephrurus amyae.

Se reconocen las siguientes once especies:
- Nephrurus amyae Couper & Gregson, 1994.
- Nephrurus asper Günther, 1876.
- Nephrurus deleani Cogger, 1979.
- Nephrurus cinctus Storr, 1963.
- Nephrurus eromanga Oliver, Donnellan & Gunn, 2022.[3]
- Nephrurus laevissimus Kinghorn, 1924.
- Nephrurus levis De Vis, 1886.
- Nephrurus sheai Couper & Gregson, 1994.
- Nephrurus stellatus Storr, 1968.
- Nephrurus vertebralis Glauert, 1961.
- Nephrurus wheeleri Lucas & Le Souef, 1909.